# FC Famalicão
Futebol Clube de Famalicão je portugalský fotbalový klub hrající od sezóny 2019/2020 nejvyšší portugalskou ligu, Primeiru Liga. Hraje na domácím stadionu Estádio Municipal 22 de Junho ve městě/regionu Vila Nova de Famalicão ležící na severu Portugalska. Tým od prosince 2021 trénuje Rui Pedro Silva.
Od roku 2018 jej vlastní izraelský podnikatel Idan Ofer, jeden z nejbohatších Izraelců, který rovněž vlastní přibližně třetinový podíl ve španělském klubu Atlético Madrid.

## Historie
Ještě v sezóně 2008/09 hrálo Famalicão regionální čtvrtou ligu.
V létě 2018 klub odkoupil izraelský podnikatel Idan Ofer za částku několika milionů eur, v klubu tak získal 51% podíl.
V ročníku 2018/19 Famalicão dokázalo po takřka 30 letech postoupit do nejvyšší ligy.
Během července 2019 se stal koučem João Pedro Sousa. Famalicão přes léto posílilo a domluvilo příchod rovnou 19 nových fotbalistů. Po prvních sedmi zápasech byl nováček soutěže neporažen a se šesti výhrami a jednou remízou držel první příčku.
V osmém kole však padl na hřišti FC Porto 0:3.